# Tutelina harti
Tutelina harti är en spindelart som först beskrevs av James Henry Emerton 1891.  Tutelina harti ingår i släktet Tutelina och familjen hoppspindlar. Inga underarter finns listade i Catalogue of Life.